# Euthraulus starmuehlneri
Euthraulus starmuehlneri is een haft uit de familie Leptophlebiidae. De wetenschappelijke naam van de soort is voor het eerst geldig gepubliceerd in 1980 door Peters.
De soort komt voor in het Afrotropisch gebied.